# Cliche-verre
Cliché-verre — (Скляне кліше фр.) — графічна техніка, яка полягає у видряпуванні голкою фотографічної емульсії на склі і дією на неї кислотами та задублювачами. Відбитки виконуються на фотографічному папері контактним способом.
Техніка винайдена в середині XIX ст. у Франції Камільом Коро.
Цією технікою користувалися Каміль Коро, Бруно Шульц, Шарль-Франсуа Добін'ї.